# Peddiea rapaneoides
Peddiea rapaneoides är en tibastväxtart som beskrevs av Ernest Friedrich Gilg och Adolf Engler. Peddiea rapaneoides ingår i släktet Peddiea och familjen tibastväxter. Inga underarter finns listade i Catalogue of Life.